# パスト&フューチャー 未来への警告
『パスト&フューチャー 未来への警告』（原題：El aviso）は2018年のスペインのSF映画。

## あらすじ
2008年4月12日、数学者のジョンはガソリンスタンドで銃撃戦に巻き込まれる。その後、ジョンは1913年、1955年、1976年にも同様の銃撃事件があったことを知り、2018年に同様の事件が起こると予測する。

## スタッフ
- 監督：ダニエル・カルパルソロ
- 脚本：クリス・スパーリング、パチ・アメスクア、ホルヘ・ゲリカエチェバリア
- 製作：ペドロ・ウリオル
- 音楽：フリオ・デ・ラ・ロサ
- 撮影：セルヒ・ビラノバ・クラウディン
- 製作総指揮： ピラール・ベニート

## キャスト
※役名、俳優の順
- ジョン・サラテ：ラウール・アレバロ
- ルシア：アウラ・ガリード
- アンドレア：ベレン・クエスタ
- ニコ：ウーゴ・アルブエス
- エクトル：アントニオ・デチェント
- パブロ：アイトール・ルナ
- ダビッド：セルジオ・ムール